# Moschea Chaqchan
La moschea Chaqchan (in lingua balti: masjid e chaqchàn significa "la moschea miracolosa") è una delle più antiche moschee del sub-continente indiano, situata a Khaplu, Ghancé, Gilgit-Baltistan e nonché la più famosa attrazione turistica nel distretto di Ghanche.

Secondo alcune fonti la moschea fu costruita da Mir Sayyid Ali Hamadani e alcuni dicono quando arrivò Muhammad Noor Bakhsh (fondatore della setta Norbakhshia dell'Islam) dal Kashmir a Baltistan, il Raja di Khaplu abbracciò l'Islam e commissionò la costruzione della moschea o la Khanqah nel 1370 aC.
Il governo Pakistano ha elencato il recinto della moschea di Chaqchan come patrimonio nazionale.
La moschea è attualmente in uso dopo lavori di restauro e conservazione.